# Rhabditophora
Rhabditophora zijn een onderstam van platwormen.

## Taxonomie
De volgende taxa zijn bij de klasse ingedeeld:
- Infraklasse Eulecithophora
  - Superorde Revertospermata
    - Orde Mediofusata
      - Familie Genostomatidae
      - Familie Urastomidae
- Orde Lecithoepitheliata
  - Geen onderliggende taxa
- Onderklasse Macrostomorpha
  - Orde Haplopharyngida
    - Familie Haplopharyngidae

  - Orde Macrostomida
    - Familie Dolichomacrostomidae
    - Familie Macrostomidae
    - Familie Microstomidae
- Orde Seriata
  - Geslacht Pristix
- Onderklasse Trepaxonemata
  - Infraklasse Euneoophora
    - Superorde Adiaphanida
      - Orde Fecampiida
        - Familie Fecampiidae
        - Familie Notenteridae

      - Orde Prolecithophora
        - Familie Allostomidae
        - Familie Cylindrostomidae
        - Familie Hypotrichinidae
        - Familie Multipeniatidae
        - Familie Plagiostomidae
          - = Torgeidae

        - Familie Protomonotresidae
        - Familie Pseudostomidae
        - Familie Scleraulophoridae
        - Familie Ulianiniidae
          - = Gastropharyngidae

        - Familie Voritcerotidae

      - Orde Tricladida
        - Infraorde Cavernicola
          - Familie Dimarcusidae

        - Infraorde Maricola
          - Familie Ballianiidae
          - Superfamilie Bdellouroidea
            - Familie Bdellouridae
            - Familie Uteriporidae

          - Superfamilie Cercyroidea
            - Familie Centrovarioplanidae
            - Familie Cercyridae
            - Familie Meixnerididae

          - Familie Nexilidae
          - Familie Opisthobursidae
          - Superfamilie Procerodoidea
            - Familie Procerodidae

          - Geslacht Tiddles

        - Infraorde Paludicola
          - Familie Dendrocoelidae
          - Familie Dugesiidae
          - Familie Kenkiidae
          - Familie Planariidae

        - Infraorde Terricola
          - Familie Bipaliidae
          - Familie Digonopylidae
          - Familie Geoplanidae
          - Familie Rhynchodemidae
          - Geslacht Terricolichnus

    - Orde Bothrioplanida
      - Familie Bothrioplanidae

    - Orde Proseriata
      - Familie Archimonocelididae
      - Infraorde Lithophora
        - Familie Archimonocelidae
        - Familie Calviriidae
        - Familie Coelogynoporidae
        - Geslacht Japanoplana
        - Familie Meidiamidae
        - Familie Monocelididae
        - Familie Monotoplanidae
        - Familie Otomesostomatidae
        - Familie Otoplanidae

      - Familie Nemertoplanidae
      - Familie Otomesostomidae
      - Infraorde Unguiphora
        - Geslacht Alloeostyliphora
        - Familie Nematoplanidae
        - Familie Polystyliphoridae

    - Orde Rhabdocoela
      - Onderorde Dalyelliida
        - Geen onderliggende taxa

      - Onderorde Dalyellioida
        - Geen onderliggende taxa

      - Onderorde Dalytyphloplanida
        - Familie Hypoblepharinidae
        - Familie Luridae
        -  † Geslacht Micropalaeosoma
        - Infraorde Neodalyelliida
          - Familie Graffillidae
          - Familie Provorticidae
          - Familie Pterastericolidae
          - Familie Solenopharyngidae
          - Familie  Umagillidae
          - Geslacht Ventrociliella

        - Infraorde Neotyphloplanida
          - Parvorde Limnotyphloplanida
            - Familie Carcharodopharyngidae
            - Familie Dalyelliidae
            - Geslacht Halammovortex
            - Geslacht Jensenia 
            - Sectie Temnocephalida
              - Infraorde Scutarielloidea
                - Familie Scutariellidae

              - Infraorde Temnocephaloidea
                - Familie Actinodactylellidae
                - Familie Diceratocephalidae
                - Familie Temnocephalidae

            - Familie Typhloplanidae

          - Parvorde Thalassotyphloplanida
            - Geslacht Aegira
            - Familie Byrsophlebidae
            - Geslacht Kaitalugia
            - Familie Kytorhynchidae
            - Familie Promesostomidae
            - Geslacht Styloplanella
            - Geslacht Thalassoplanella
            - Familie Trigonostomidae

      - Onderorde Endoaxonemata
        - Familie Acholadidae

      - Onderorde Kalyptorhynchia
        - Infraorde Eukalyptorhynchia
          - Familie Aculeorhynchidae
          - Familie Bertiliellidae
          - Familie Cicerinidae
          - Familie Crassicollidae
          - Familie Cystiplanidae
          - Familie Cytocystidae
          - Geslacht Elvertia
          - Familie Gnathorhynchidae
          - Familie Koinocystididae
          - Familie Nannorhynchididae
          - Familie Placorhynchidae
          - Familie Polycystididae
          - Familie Psammorhynchidae
          - Familie Rhynchokarlingiidae
          - Geslacht Syatkinella
          - Geslacht Zonorhynchus

        - Familie Kalyptorhynchia Incertae sedis
        - Infraorde Schizorhynchia
          - Familie Cheliplanidae
          - Familie Diascorhynchidae
          - Familie Karkinorhynchidae
          - Familie Nematorhynchidae
          - Familie Schizorhynchidae

      - Onderorde Typhloplanida
        - Geen onderliggende taxa

      - Onderorde Typhloplanoida
        - Familie Ciliopharyngiellidae

  - Orde Gnosonosemida
    - Familie Gnosonesimidae

  - Orde Polycladida
    - Onderorde Acotylea
      - Superfamilie Ilyplanoidea
        - Familie Anocellidae
        - Familie Discocelidae
        - Familie Discoprosthididae
        - Familie Enantiidae
        - Familie Euplanidae
        - Familie Ilyplanidae
        - Familie Mucroplanidae
        - Familie Palauidae

      - Superfamilie Leptoplanoidea
        - Familie Apidioplanidae
        - Familie Candimboididae
        - Familie Cestoplanidae
        - Familie Cryptocelidae
        - Familie Didangiidae
        - Familie Gnesiocerotidae
        - Familie Leptoplanidae
        - Familie Notocirridae
        - Familie Notoplanidae
        - Familie Pleioplanidae
        - Familie Stylochoplanidae

      - Superfamilie Stylochoidea
        - Familie Callioplanidae
        - Familie Diplosoleniidae
        - Familie Latocestidae
        - Familie Limnostylochidae
        - Familie Planoceridae
        - Familie Plehniidae
        - Familie Polyposthiidae
        - Familie Pseudostylochidae
        - Familie Stylochidae
        - Familie Stylochocestidae

      - Familie Theamatidae

    - Onderorde Cotylea
      - Superfamilie Ditremagenioidea
        - Familie Ditremageniidae

      - Superfamilie Euryleptoidea
        - Familie Euryleptidae
        - Familie Euryleptididae
        - Familie Laidlawiidae
        - Familie Prosthiostomidae

      - Superfamilie Opisthogenioidea
        - Familie Opisthogeniidae

      - Superfamilie Pseudocerotoidea
        - Familie Amyellidae
        - Familie Anonymidae
        - Familie Boniniidae
        - Familie Chromoplanidae
        - Familie Dicteroidae
        - Familie Diposthidae
        - Familie Pericelidae
        - Familie Pseudocerotidae
        - Familie Stylochoididae

    - Familie Diplopharyngeatidae
    - Familie Emprosthopharyngidae
    - Familie Hoploplanidae
    - Geslacht Platydendron
    - Familie Pseudoceridae
    - Familie Theamidae

  - Orde Prorhynchida
    - Familie Prorhynchidae